# Portail féodal de Banon
Le portail féodal de Banon est un portail situé à Banon, en France.

## Localisation
Le portail est situé sur la commune de Banon, dans le département français des Alpes-de-Haute-Provence.

## Historique
L'édifice est inscrit au titre des monuments historiques en 1927.